# كريستيان تار
كريستيان تار هو سياسي أمريكي، ولد في 25 مايو 1765 في بالتيمور في الولايات المتحدة، وتوفي في 24 فبراير 1833. انتخب عضو مجلس نواب بنسيلفانيا ‏ وانتخب عضو مجلس النواب الأمريكي ‏.